# Boktai (spelserie)
Boktai är en spelserie skapad av Hideo Kojima (även skapare av spelserien Metal Gear Solid) till Game Boy Advance. Namnet är en förkortning av den japanska titeln "Bokura no tayou", som betyder Vår sol. Spelen har blivit uppmärksammade eftersom de innehåller en ljussensor som känner av hur ljust det är i omgivningen. För att den i spelet inbyggda ljussensorn ska kunna registrera ljus, har spelet plasthölje fått en annan formgivning än vad som är brukligt till Game Boy Advance-spel. Plasthöljet till Boktai är något större och transparent.
I serien ingår följande spel:
- Boktai: The Sun is in Your Hand (2003)
- Boktai 2: Solar Boy Django (2004)
- Boktai 3: Sabata's Counterattack (2005)
- Lunar Knights: Vampire Hunters (2006)